# Herminio de Britto
Pour les articles homonymes, voir Britto (homonymie).
Hermínio de Brito, surnommé également Britto (né le 6 mai 1914 à São Paulo au Brésil et mort à une date inconnue), était un joueur de football brésilien.

## Biographie
Britto a joué pour diverses équipes brésiliennes et termine sa carrière en 1945 à l'Independiente, en Argentine.
Il participe à la coupe du monde 1938 avec l'équipe du Brésil.

## Palmarès

### Club
- Championnat carioca (1) : Flamengo : 1939